# Родакинон
Рода́кинон (греч. Τοπική Κοινότητα Ροδακίνου) — местное сообщество в Греции на Крите. Находится на побережье Ливийского моря, восточнее Франгокастелло. Входит в общину (дим) Айос-Василиос в периферийной единице Ретимни в периферии Крит. В Родакинон входят четыре населённых пункта. Население 264 жителя по переписи 2011 года. Площадь 29,616 квадратных километров.

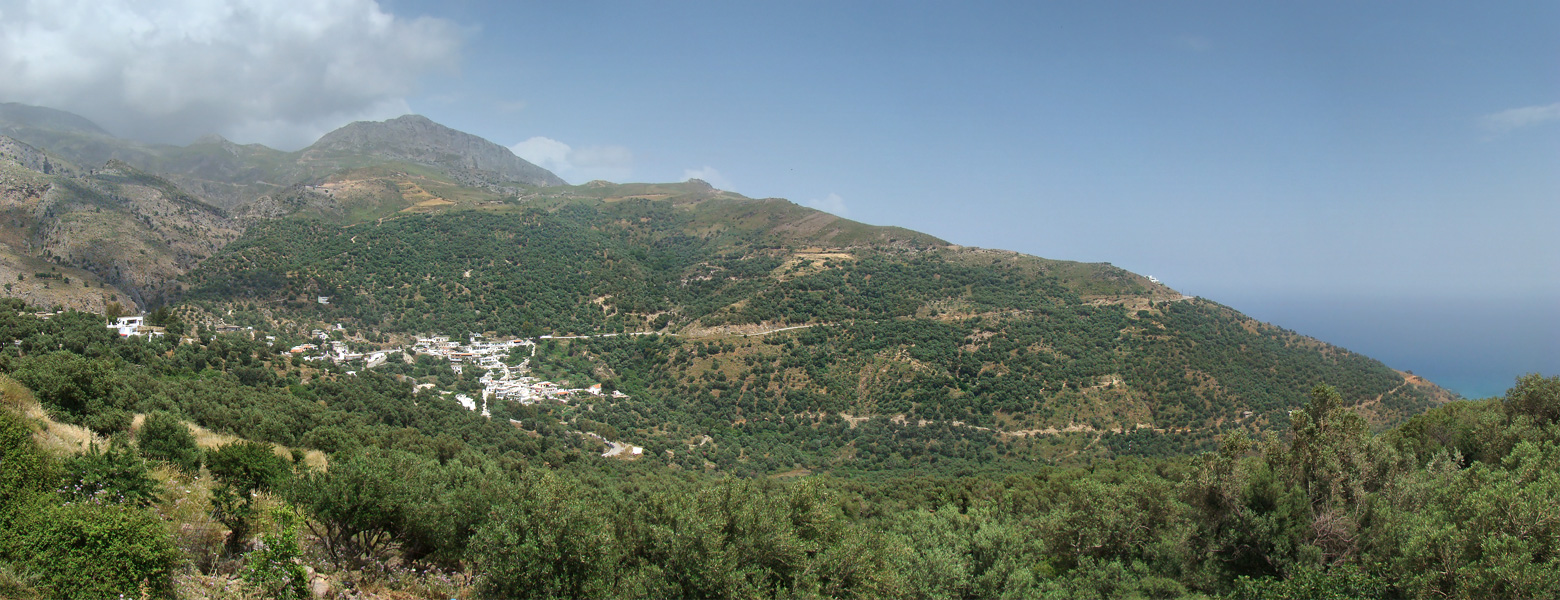
Като-Родакинон

Деревни Ано-Родакинон и Като-Родакинон расположены на вершине холма и разделяются ущельем. Дорога длиной 1,5 километра, пройдя между Ано-Родакиноном и Като-Родакиноном, ведёт к протяжённому красивому пляжу. Также немного восточнее находится изолированный пляж за холмом в конце дороги, этим пляжем иногда пользуются натуристы, а его каменистое дно очень подходит для сноркелинга. Рядом находится множество бухт для купания, к некоторым из которых можно попасть только пешком. На берегу есть таверны, а в Като-Родакиноне — мини-маркет и кофейня.

## Административное деление
| Населённый пункт | Население (2011), человек |
| ---------------- | ------------------------- |
| Ано-Родакинон    | 106                       |
| Като-Родакинон   | 117                       |
| Коракас          | 11                        |
| Полиризос        | 30                        |

## Население
| Год  | Население, человек |
| ---- | ------------------ |
| 1991 | 289                |
| 2001 | 398                |
| 2011 | ↘ 264              |